# Diskografie Kiss
Tento článek pojednává o diskografii americké rockové hudební skupiny Kiss.

## Diskografie

### Studiová alba
| Datum vydání        | Název alba                            | Certifikace podle RIAA | Pozice (USA) |
| ------------------- | ------------------------------------- | ---------------------- | ------------ |
| 18. února, 1974     | Kiss                                  | Zlato                  | 87           |
| 22. října, 1974     | Hotter Than Hell                      | Zlato                  | 100          |
| 19. března, 1975    | Dressed to Kill                       | Zlato                  | 32           |
| 15. března, 1976    | Destroyer                             | 3x Platina             | 11           |
| 11. listopadu, 1976 | Rock and Roll Over                    | 2x Platina             | 11           |
| 30. června, 1977    | Love Gun                              | 3x Platina             | 4            |
| 23. května, 1979    | Dynasty                               | 3x Platina             | 9            |
| 20. května, 1980    | Unmasked                              | Zlato                  | 35           |
| 10. listopadu, 1981 | Music from "The Elder"                | —                      | 75           |
| 13. října, 1982     | Creatures of the Night                | Zlato                  | 45           |
| 18. září, 1983      | Lick It Up                            | Platina                | 24           |
| 13. září, 1984      | Animalize                             | 2x Platina             | 19           |
| 16. září, 1985      | Asylum                                | Zlato                  | 20           |
| 18. září, 1987      | Crazy Nights                          | Platina                | 18           |
| 17. října, 1989     | Hot in the Shade                      | Zlato                  | 29           |
| 14. května, 1992    | Revenge                               | Zlato                  | 6            |
| 28. října, 1997     | Carnival of Souls: The Final Sessions | —                      | 27           |
| 22. září, 1998      | Psycho Circus                         | Zlato                  | 3            |
| 5. října, 2009      | Sonic Boom                            | Zlato                  | 2            |
| 9. října, 2012      | Monster                               | —                      | 3            |

### Sólová alba '78
| Datum vydání   | Název alba   | Certifikace podle RIAA | Pozice (USA) |
| -------------- | ------------ | ---------------------- | ------------ |
| 18. září, 1978 | Gene Simmons | Platina                | 22           |
| 18. září, 1978 | Ace Frehley  | Platina                | 26           |
| 18. září, 1978 | Peter Criss  | Platina                | 43           |
| 18. září, 1978 | Paul Stanley | Platina                | 40           |

### Koncertní alba
| Datum vydání        | Název alba                              | Certifikace podle RIAA | Pozice (USA) |
| ------------------- | --------------------------------------- | ---------------------- | ------------ |
| 10. září, 1975      | Alive!                                  | Zlato                  | 9            |
| 29. listopadu, 1977 | Alive II                                | 2x Platina             | 7            |
| 18. května, 1993    | Alive III                               | Zlato                  | 9            |
| 12. března, 1996    | Kiss Unplugged                          | Zlato                  | 15           |
| 25. června, 1996    | You Wanted the Best, You Got the Best!! | Zlato                  | 17           |
| 22. července, 2003  | Kiss Symphony: Alive IV                 | Zlato                  | 18           |

### Kompilační alba
| Datum vydání        | Název alba                                            | Certifikace podle RIAA | Pozice (USA) |
| ------------------- | ----------------------------------------------------- | ---------------------- | ------------ |
| 2. dubna, 1978      | Double Platinum                                       | Platina                | 22           |
| 10. května, 1982    | Killers                                               | —                      | —            |
| 16. listoapdu, 1988 | Smashes, Thrashes & Hits                              | 2xPlatina              | 21           |
| 8. dubna, 1997      | Greatest Kiss                                         | —                      | 77           |
| 27. srpna, 2002     | The Very Best of Kiss                                 | Zlato                  | 52           |
| 5. srpna, 2003      | The Best of Kiss, Volume 1: The Millennium Collection | —                      | 132          |
| 15. června, 2004    | The Best of Kiss, Volume 2: The Millennium Collection | —                      | —            |
| 11. ledna, 2005     | Gold                                                  | —                      | —            |
| 10. října, 2006     | The Best of Kiss, Volume 3: The Millennium Collection | —                      | —            |
| 23. května, 2014    | Kiss 40                                               | —                      | 30           |
| 25. ledna, 2019     | Kissworld: The Best of Kiss                           | —                      | 30           |

### Box sety
| Datum vydání        | Název alba                        | Certifikace podle RIAA | Pozice (USA) |
| ------------------- | --------------------------------- | ---------------------- | ------------ |
| 21. června, 1976    | The Originals                     | —                      | 36           |
| 25. března, 1978    | The Originals II                  | -                      | -            |
| 20. listopadu, 2001 | The Box Set                       | zlato                  | 128          |
| 21. června, 2005    | Kiss Chronicles: 3 Classic Albums | —                      | —            |
| 21. listopadu, 2006 | Kiss Alive! 1975-2000             | —                      | 167          |
| 21. října, 2008     | Ikons                             | -                      | -            |

### Singly
| Rok  | Singl                                                                     | Pozice USA | Album                                 |
| ---- | ------------------------------------------------------------------------- | ---------- | ------------------------------------- |
| 1974 | Nothin' to Lose / "Love Theme From KISS"                                  | -          | Kiss                                  |
| 1974 | Kissin' Time / Nothin' to Lose                                            | 86         | Kiss                                  |
| 1974 | Strutter / "100 000 Years"                                                | -          | Kiss                                  |
| 1975 | Let Me Go, Rock 'n' Roll / Hotter Than Hell                               | -          | Hotter Than Hell                      |
| 1975 | Rock and Roll All Nite / "Getaway"                                        | 66         | Dressed to Kill                       |
| 1975 | C'mon and Love Me / "Getaway"                                             | -          | Dressed to Kill                       |
| 1976 | Shout It Out Loud / "Sweet Pain"                                          | 31         | Destroyer                             |
| 1976 | Flaming Youth / God of Thunder                                            | 74         | Destroyer                             |
| 1976 | Detroit Rock City (edit) / Beth                                           | -          | Destroyer                             |
| 1976 | Hard Luck Woman / "Mr. Speed"                                             | 15         | Rock and Roll Over                    |
| 1977 | Calling Dr. Love / "Take Me"                                              | 16         | Rock and Roll Over                    |
| 1977 | Christine Sixteen / Shock Me                                              | 25         | Love Gun                              |
| 1977 | Love Gun / "I Stole Your Love"                                            | 61         | Love Gun                              |
| 1977 | Then She Kissed Me / "Almost Human"                                       | -          | Love Gun                              |
| 1978 | Rocket Ride (edit) / "Tomorrow and Tonight" (edit)                        | 39         | Alive II                              |
| 1978 | Strutter ‘78 (alternativní verze) / Shock Me                              | -          | Double Platinum                       |
| 1979 | I Was Made for Lovin' You / "Hard Times"                                  | 11         | Dynasty                               |
| 1979 | Sure Know Something / "Dirty Livin"                                       | 47         | Dynasty                               |
| 1980 | Shandi / "She's So European"                                              | 47         | Unmasked                              |
| 1980 | Talk To Me / "Naked City"                                                 | -          | Unmasked                              |
| 1980 | Tomorrow / "Naked City"                                                   | -          | Unmasked                              |
| 1981 | A World Without Heroes / "Dark Light"                                     | 56         | Music from The Elder                  |
| 1981 | I / "The Oath"                                                            | -          | Music from The Elder                  |
| 1982 | I Love It Loud / Creatures Of The Night                                   | 102        | Creatures of the Night                |
| 1982 | Killer / I Love It Loud                                                   | -          | Creatures of the Night                |
| 1983 | Creatures Of The Night / Rock and Roll All Nite (live)                    | -          | Creatures of the Night                |
| 1983 | Lick It Up / "Dance All Over Your Face"                                   | 66         | Lick It Up                            |
| 1984 | All Hell's Breakin' Loose / "Not for the Innocent"                        | -          | Lick It Up                            |
| 1984 | Heaven's on Fire / "Lonely Is the Hunter"                                 | 49         | Animalize                             |
| 1985 | Thrills in the Night (edit) / "Burn Bitch Burn"                           | -          | Animalize                             |
| 1985 | Tears Are Falling / "Any Way You Slice It"                                | 51         | Asylum                                |
| 1987 | Crazy Crazy Nights / "No, No, No"                                         | 65         | Crazy Nights                          |
| 1987 | Reason to Live / "Thief in the Night"                                     | 64         | Crazy Nights                          |
| 1988 | Turn on the Night / "Hell or High Water"                                  | -          | Crazy Nights                          |
| 1988 | Let's Put the X in Sex / Calling Dr. Love (live)                          | 97         | Smashes, Thrashes & Hits              |
| 1989 | (You Make Me) Rock Hard / Strutter (remix)                                | -          | Smashes, Thrashes & Hits              |
| 1989 | Hide Your Heart / "Betrayed"                                              | 66         | Hot in the Shade                      |
| 1990 | Forever (remix) / "The Street Giveth and the Street Taketh Away"          | 8          | Hot in the Shade                      |
| 1990 | Rise to it / "Silver Spoon"                                               | 81         | Hot in the Shade                      |
| 1991 | God Gave Rock 'N' Roll to You II (edit a album verze)                     | -          | Revenge                               |
| 1992 | Unholy / God Gave Rock 'N' Roll to You II                                 | -          | Revenge                               |
| 1992 | Domino (radio edit) / "Carr Jam 1981"                                     | -          | Revenge                               |
| 1992 | I Just Wanna (radio EQ) / "I Just Wanna"                                  | -          | Revenge                               |
| 1992 | Every Time I Look at You / "Partners in Crime" (remix)                    | -          | Revenge                               |
| 1993 | I Love It Loud (live) / Unholy (live)                                     | -          | Alive III                             |
| 1996 | Rock and Roll All Nite (unplugged) / Every Time I Look at You (unplugged) | -          | Kiss Unplugged                        |
| 1997 | "Jungle" (radio edit) / "Jungle" (album verze)                            | -          | Carnival of Souls: The Final Sessions |
| 1998 | Psycho Circus / "Into the Void"                                           | -          | Psycho Circus                         |
| 1998 | We Are One (radio edit) / "Psycho Circus" (radio edit)                    | -          | Psycho Circus                         |
| 1998 | Finally Found My Way                                                      | -          | Psycho Circus                         |
| 1998 | You Wanted the Best                                                       | -          | Psycho Circus                         |
| 2009 | Modern Day Delilah                                                        | -          | Sonic Boom                            |
| 2009 | Say Yeah                                                                  | -          | Sonic Boom                            |
| 2010 | Never Enough                                                              | -          | Sonic Boom                            |
| 2012 | Hell or Hallelujah                                                        | -          | Monster                               |
| 2012 | Long Way Down                                                             | -          | Monster                               |

### Soundtracky
- 1991 - „God Gave Rock 'N' Roll To You II“ - film Bill & Ted's Bogus Journey
- 1981 - „I Was Made For Lovin' You“ - film Endless Love
- 1993 - „Rock and Roll All Nite“ - film Dazed and Confused
- 1999 - „Detroit Rock City“ a „Nothing Can Keep Me from You“ - film Detroit Rock City